# Литовезька сільська територіальна громада
Литовезька сільська громада — територіальна громада в Україні, в Володимирському районі Волинської області. Адміністративний центр — село Литовеж.
Площа громади — 122,42 км², населення — 4190 мешканців (2018).
Утворена 29 липня 2016 року шляхом об'єднання Заболотцівської, Заставненської, Литовезької та Мовниківської сільських рад Іваничівського району..
Утворена (затверджена) згідно розпорядження Кабінету Міністрів України від 12 червня 2020 р. № 708-р у такому ж складі.
19 липня 2020 року, в результаті адміністративно-територіальної реформи та ліквідації Іваничівського району, громада увійшла до складу Володимирського району.

## Населені пункти
До складу громади входять 6 сіл: Біличі, Заболотці, Заставне, Кречів, Литовеж та Мовники.